# Japan Open Tennis Championships 2014
Il Japan Open Tennis Championships 2014, noto come Rakuten Japan Open Tennis Championships per motivi di sponsorizzazione, è stato un torneo di tennis giocato su campi in cemento all'aperto. È stata la 42ª edizione del Japan Open Tennis Championships e faceva parte del circuito ATP World Tour 500 series nell'ambito dell'ATP World Tour 2014. Gli incontri si sono svolti all'Ariake Coliseum di Tokyo, Giappone, dal 29 settembre al 5 ottobre 2014.

## Partecipanti ATP

### Teste di serie
| Nazionalità | Giocatore             | Ranking* | Testa di serie |
| ----------- | --------------------- | -------- | -------------- |
| Svizzera    | Stan Wawrinka         | 4        | 1              |
| Spagna      | David Ferrer          | 5        | 2              |
| Canada      | Milos Raonic          | 6        | 3              |
| Giappone    | Kei Nishikori         | 8        | 4              |
| Francia     | Jo-Wilfried Tsonga    | 12       | 5              |
| Spagna      | Roberto Bautista Agut | 17       | 6              |
| Sudafrica   | Kevin Anderson        | 19       | 7              |
| Ucraina     | Aleksandr Dolhopolov  | 23       | 8              |

* Ranking al 22 settembre 2014.

### Altri partecipanti
I seguenti giocatori hanno ricevuto una wildcard per il tabellone principale:
- Tarō Daniel
- Tatsuma Itō
- Gō Soeda

I seguenti giocatori sono passati dalle qualificazioni:

- Pierre-Hugues Herbert
- Hiroki Moriya
- Michał Przysiężny
- Rajeev Ram

## Punti e montepremi

### Distribuzione dei punti
| Torneo    | V   | F   | SF  | QF | 2T | 1T   | Q    | Q2   | Q1   |
| Singolare | 500 | 300 | 180 | 90 | 45 | 0    | 20   | 10   | 0    |
| Doppio    | 500 | 300 | 180 | 90 | 0  | N.D. | N.D. | N.D. | N.D. |

### Montepremi
| Torneo    | V        | F        | SF      | QF      | 2T      | 1T     | Q2   | Q1   |
| Singolare | $296,850 | $133,830 | $63,395 | $30,580 | $15,600 | $8,580 | $965 | $535 |
| Doppio    | $87,700  | $39,550  | $18,650 | $9,020  | $4,630  | N.D.   | N.D. | N.D. |

## Campioni

### Singolare
Kei Nishikori ha sconfitto in finale  Milos Raonic per 7–6(5), 4-6, 6-4.
- È il settimo titolo in carriera per Nishikori, il quarto del 2014.

### Doppio
Pierre-Hugues Herbert /  Michał Przysiężny hanno sconfitto in finale  Ivan Dodig /  Marcelo Melo per 6-3, 6(3)–7, [10-5].